# 約定 (近畿小子)
約定《約束》是日本雙人組合近畿小子的第28張單曲。於2009年1月28日由傑尼斯娛樂唱片公司發行。

## 解説
- 《約定》是近畿小子與前作相隔近五個月的第28張單曲，再度把自己所保持『出道以來連續單曲發行首週即登上No.1』的金氏記錄繼續延伸下去。
- 《約定》搭配著纖細的中版抒情旋律，描寫著被約定終生的女性背叛，還要扮作毫不知情的複雜心理。纖細悲傷的旋律表現出邁入30代的KinKi Kids的豐富情感。
- 同時發行完全初回限定版、普通版兩種版本，封面皆不同。

## 名稱
- 日語原名：約束
- 中文意思：約定
- 香港正東譯名：--
- 台灣艾迴譯名：約定

## 收錄歌曲

### 初回版
1. 約定（約束）
  - 作詞：淺利進吾
  - 作曲：加藤裕介
  - 編曲：家原正樹／加藤裕介
2. 夢想初始之花（ユメハジメハナ）
  - 作詞：前田たかひろ　
  - 作曲：林田健司　
  - 編曲：佐久間誠
3. 啟程之日（旅立ちの日）
  - 作詞：Satomi　
  - 作曲：松本良喜　
  - 編曲：CHOKKAKU
  - 與《Harmony of December》的B面曲《孤獨的街角》為搭檔曲。
4. 約定 -Backing Track-（約束 -Backing Track-）

### 通常版
1. 約定（約束）
2. 初夢之花（ユメハジメハナ）
3. Loving
  - 作詞：木下智哉　
  - 作曲：木下智哉
  - 編曲：石塚知生